# Mahama Awal
Mahama Awal (n. Yaundé, 10 de junio de 1991) es un futbolista camerunés que juega en la demarcación de extremo para el Southern District FC de la Primera División de Hong Kong.

## Biografía
Tras formarse en las filas inferiores del AJ Auxerre, en 2009 fichó por el Shaanxi Wuzhou FC. El 10 de mayo de 2009, marcó su primer gol en un partido de liga contra el  Liaoning Whowin. Jugó en el club un total de seis temporadas, marcando 31 goles en 128 partidos de liga. Awal fue transferido a las filas del South China AA en enero de 2015. Hizo su debut para el club el 11 de enero contra el Kitchee SC. Marcó el gol del empate en el tiempo de descuento en dicho partido, con un resultado final de 2-2.

## Clubes
| Club                 | País      | Año       | Partidos | Goles |
| -------------------- | --------- | --------- | -------- | ----- |
| Shaanxi Wuzhou FC    | China     | 2009-2014 | 128      | 31    |
| South China AA       | Hong Kong | 2015-2017 | 79       | 25    |
| Sun Pegasus          | Hong Kong | 2017-2020 | 52       | 13    |
| North District FC    | Hong Kong | 2021-2022 | 19       | 13    |
| Southern District FC | Hong Kong | 2022-     | 49       | 15    |